# Ivan Vyhovsky
Ivan Vyhovsky (en ukrainien : Іван Виговський), né vers 1608 et mort le 16 mars 1664 à Vilchovets, est hetman des cosaques d'Ukraine de 1657 à 1659.

## Biographie
Ivan Vyhovsky, fils d'Ostap Vyhovsky, gouverneur de la forteresse de Kiev est un aristocrate ukrainien orthodoxe ; intelligent et instruit, il est choisi en octobre 1657 comme hetman par les cosaques qui rejettent la tentative d'instauration d'un pouvoir héréditaire par Iouri Khmelnytsky.
Ivan Vyhovsky ouvre rapidement des négociations avec le khanat de Crimée, la Suède et la Pologne pour établir l'indépendance de l'Ukraine au sein de l'Union de Pologne-Lituanie.
Le 16 septembre 1658, un accord secret est conclu avec les envoyés de Jean II Casimir Vasa, roi de Pologne, dénommé « Union de Hadiatch » (polonais : Hadziacz). La république des Deux Nations devait se transformer en république tripartite de Pologne-Lituanie-Ruthénie. Les trois pays unis sous un roi commun élu librement, devraient faire cause commune en cas de guerre. Si la Moscovie parvenait à un accord avec la Pologne, elle serait admise dans l'union, dont le premier objectif secret était la conquête du Khanat de Crimée.
Les anciennes principautés de Kiev, Bratslav et Tchernihiv auraient leur propre Sénat exerçant le pouvoir législatif suprême. L'exécutif serait confié à un hetman choisi par le roi entre quatre candidats proposés par les Cosaques. Le servage serait aboli pour les Cosaques dont les officiers anoblis recevraient des terres. L'église orthodoxe et l'église catholique romaine seraient traitées à parité.
Il semble que le projet allait aboutir lorsque l'armée russe envoyée contre Vyhovsky est battue et l'invasion de la Moscovie rendue possible. Toutefois, Ivan Vyhovsky laisse passer l'occasion et les Cosaques ordinaires qui ne faisaient pas partie des 30 000 Cosaques enregistrés craignent d'être réduits au servage par les nobles polonais et les officiers anoblis. Un autre parti de Cosaques refuse donc l'accord et, sous la direction de Martyn Pouchkar, colonel commandant les régiments cosaques de Poltava, et de Iakov Barabach (en), se met sous la protection du tsar de Moscou. Ivan Vyhovsky est finalement contraint à abdiquer le 17 octobre 1659. Les Cosaques choisissent pour le remplacer le faible Iouri Khmelnytsky.
En 1663, après l'abdication de Khmelnytsky, il tente de reprendre le titre d'hetman de la rive droite, mais est battu par Pavlo Teteria. l'année suivante, il participe au soulèvement anti-polonais sous la direction de Dmitri Soulima. Arrêté par les Polonais et les Cosaques de Teteria, il est exécuté dans la nuit du 16 (26) au 17 (27) mars près du village de Vilchovets.

## Hommages
Un musée lui est dédié à Rouda, le « musée Ivan Vyhovsky », dépendant de la galerie nationale d'art de Lviv.
La 4e brigade blindée et le 540e régiment de missiles ukrainiens lui sont dédiées.

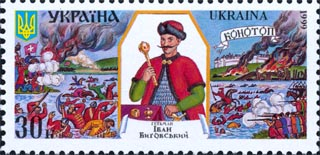
Sur un timbre de 1999.
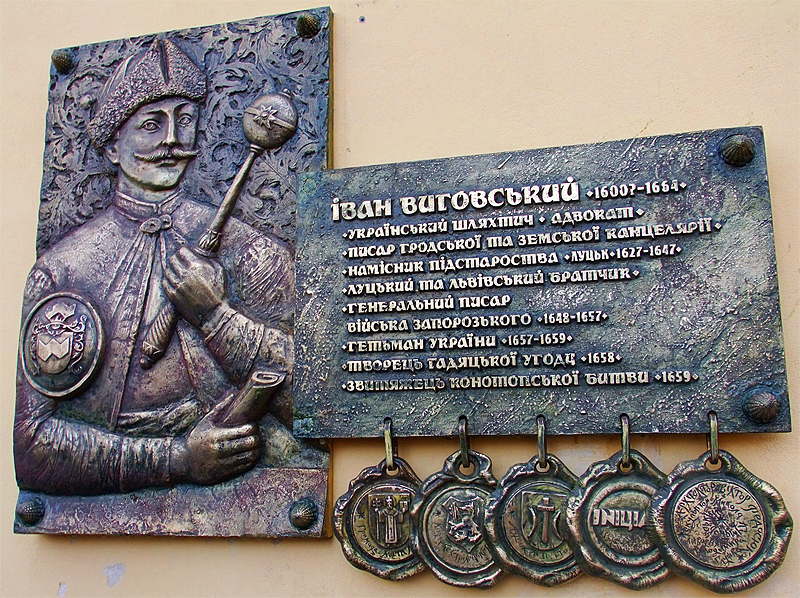
Plaque commémorative à Loutsk d'un monument en Ukraine[2].